# Bailables con Hugo Blanco
Bailables con Hugo Blanco es el noveno álbum del arpista Hugo Blanco, grabado a mediados de 1965 y el primer volumen de esta serie "Bailables". Éxitos que ocuparon posiciones envidiables en la revista Billboard extraídos de esta producción son: "Domingo por la Mañana", "Cumbia con Arpa", "La Trasandina", "La Cigarrona", "Por la Carretera".

## Pistas
| N.º | Canción                                                                         | Duración |
| --- | ------------------------------------------------------------------------------- | -------- |
| 1.  | "Priquitín" Moisés Simons                                                       |          |
| 2.  | "Cumbia con Arpa" Hugo Blanco                                                   |          |
| 3.  | "La Resbalosa" José Sosa                                                        |          |
| 4.  | "Ciao, Ciao" Vito Pallavicini; Tony Hatch                                       |          |
| 5.  | "Playa de San Luis" Hugo Blanco                                                 |          |
| 6.  | "Domingo por la Mañana" Hugo Blanco                                             |          |
| 7.  | "Escándalo en La Familia" Lou Donaldson; Clifford Brown                         |          |
| 8.  | "La Trasandina" Hugo Blanco                                                     |          |
| 9.  | "La Chivera" Hugo Blanco                                                        |          |
| 10. | "Estoy Pensando en Ti/Está Demás" Raúl Sampaio; Benil Santos/Ricardo Jara Lorca |          |
| 11. | "La Cigarrona" Hugo Blanco                                                      |          |
| 12. | "Por la Carretera" Hugo Blanco                                                  |          |